# کلیسای جامع کارلایل
کلیسای جامع کارلایل (انگلیسی: Carlisle Cathedral) یک کلیسای جامع در شهر کارلایل، کامبریا، انگلستان است.
این کلیسا در سال ۱۱۲۲ ساخته شده و در سال ۱۱۳۳ تبدیل به کلیسای جامع شده‌است.

## نگارخانه

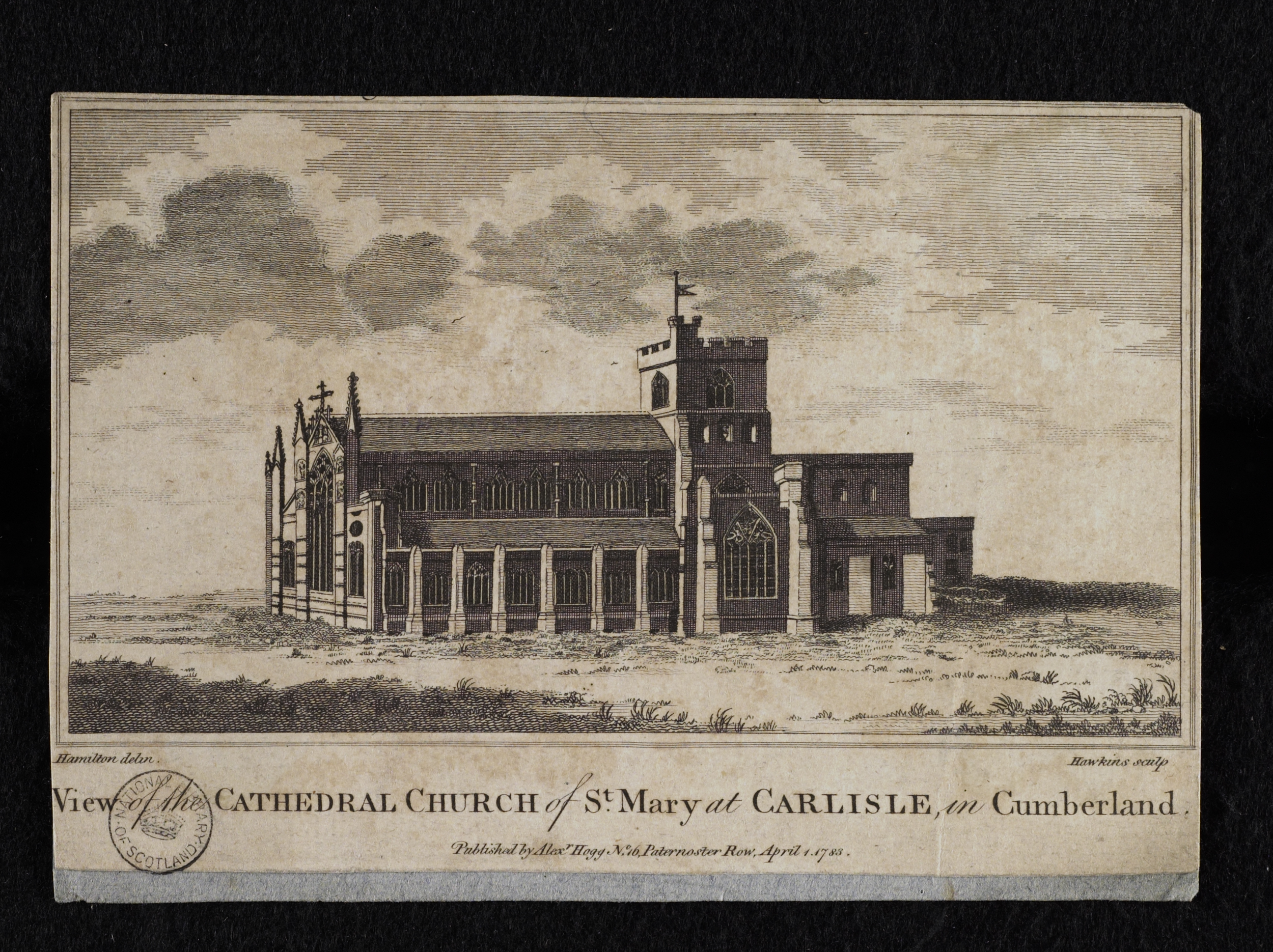
۱۷۸۳
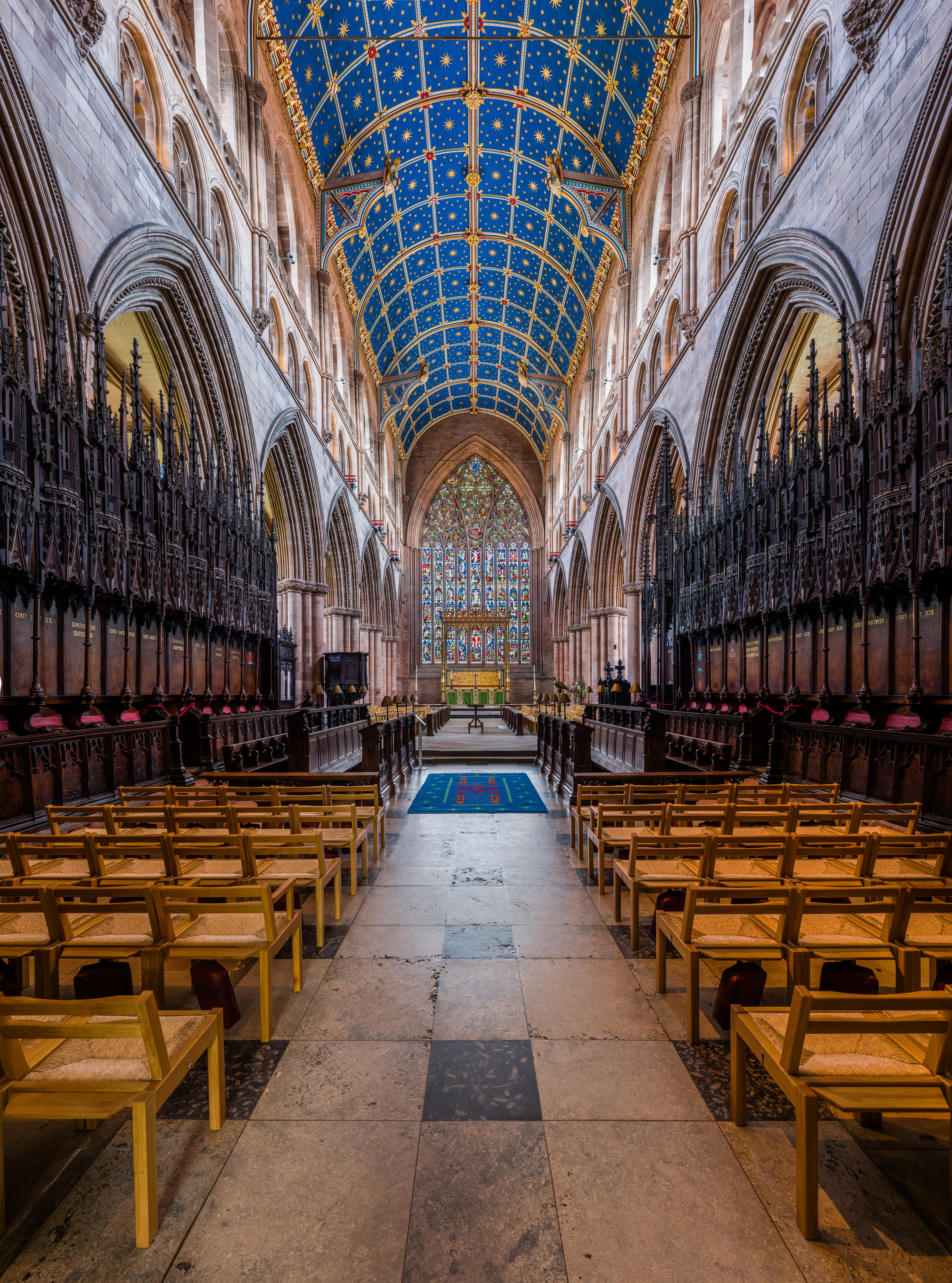
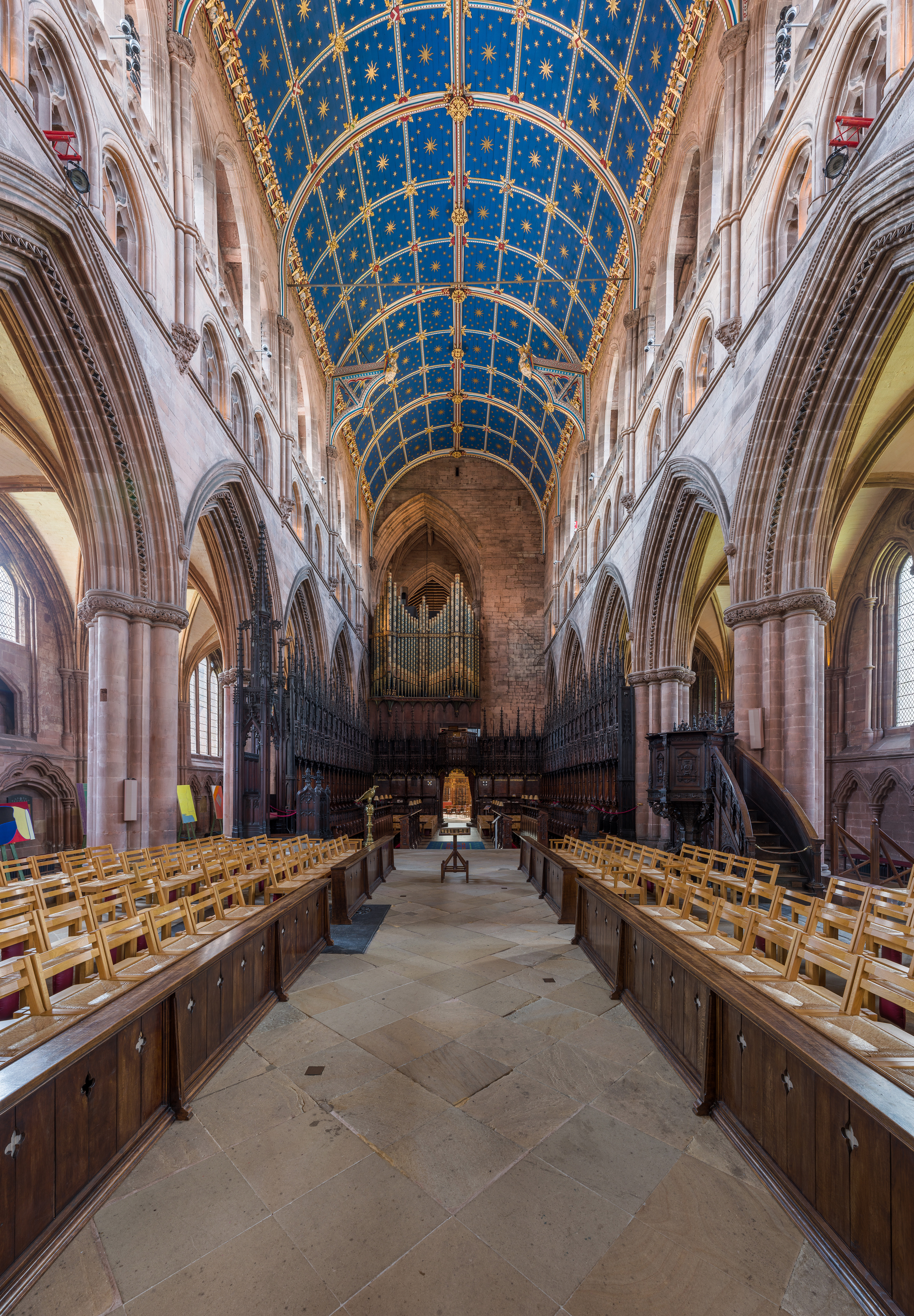
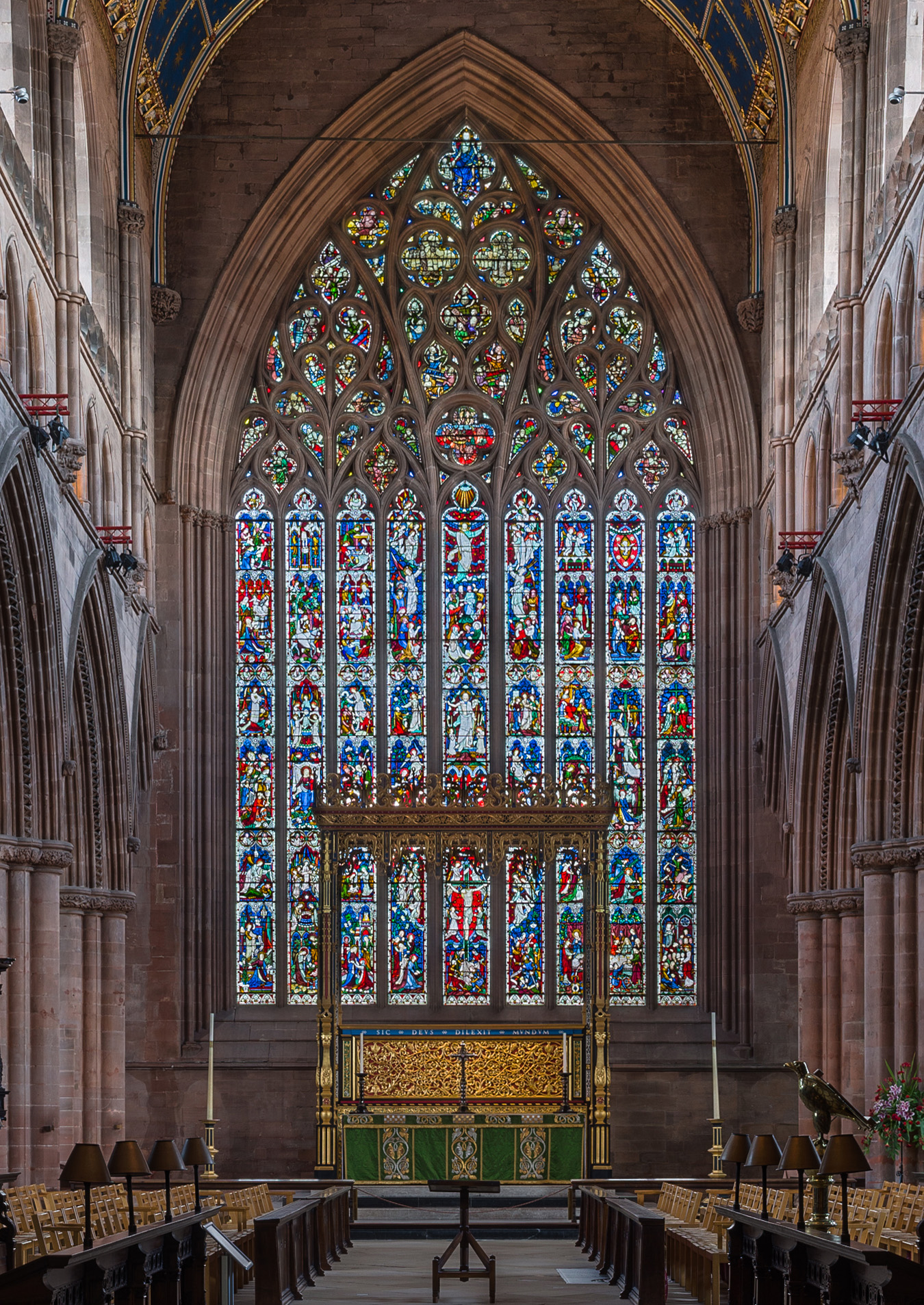
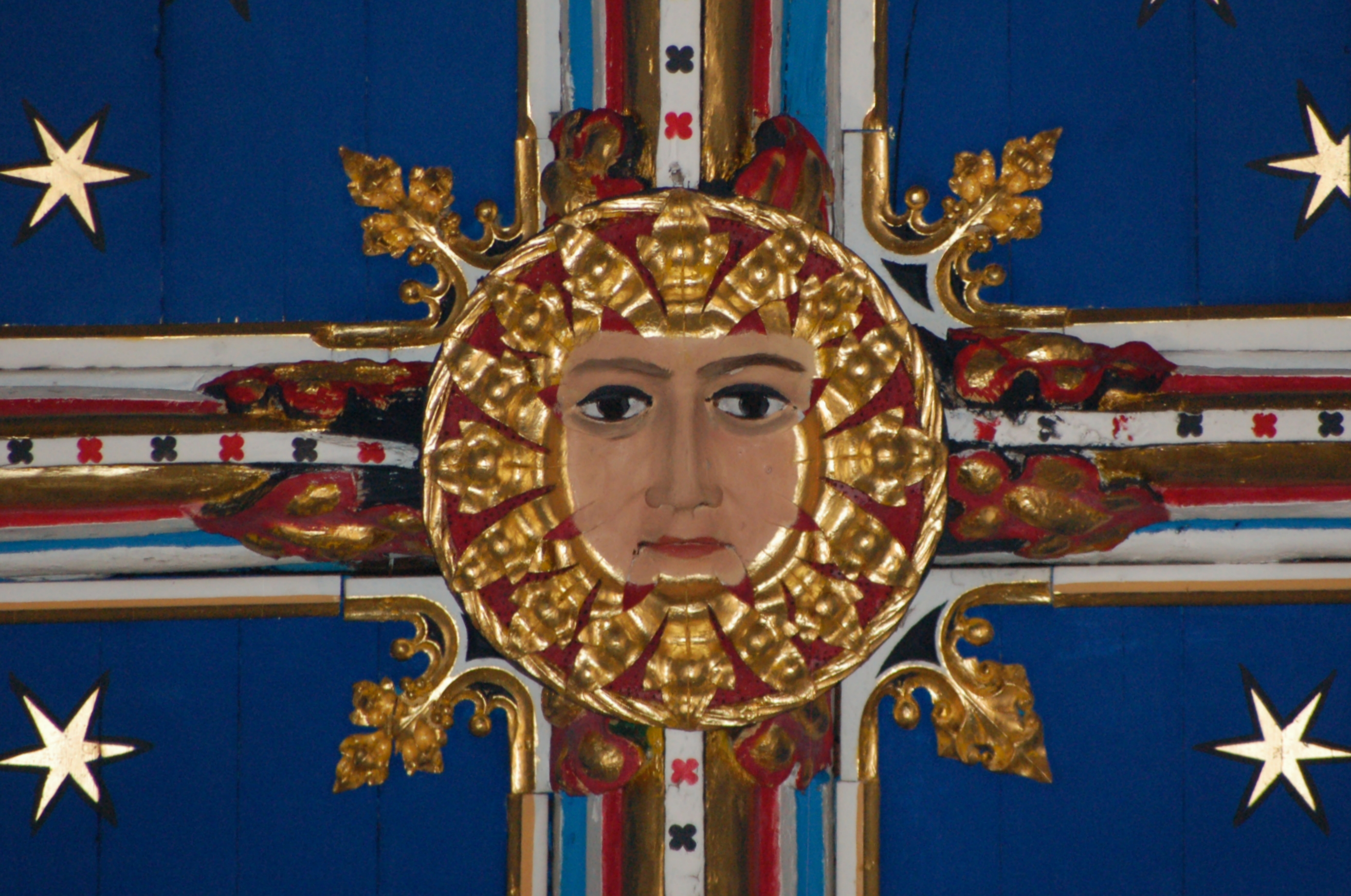
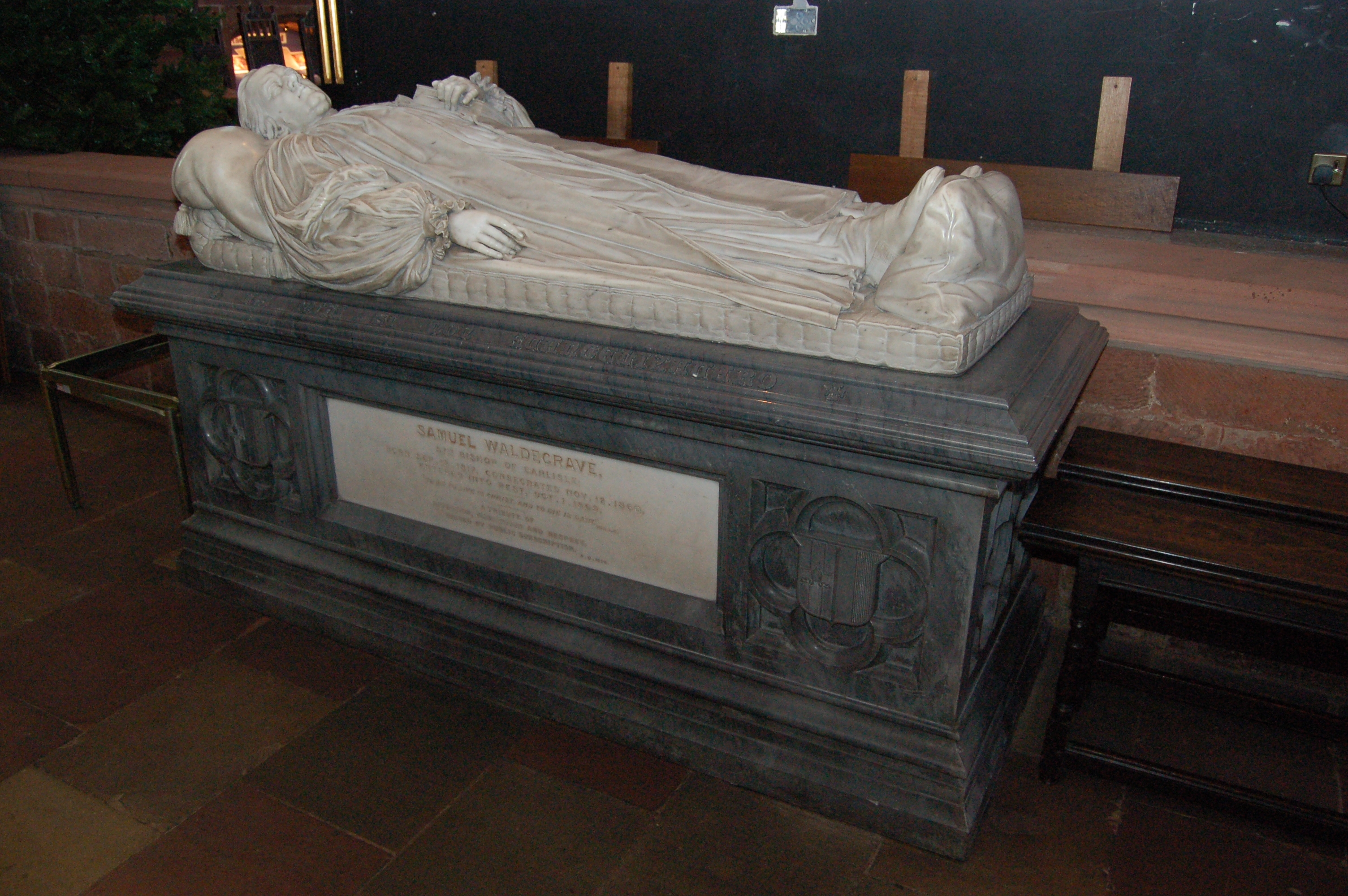
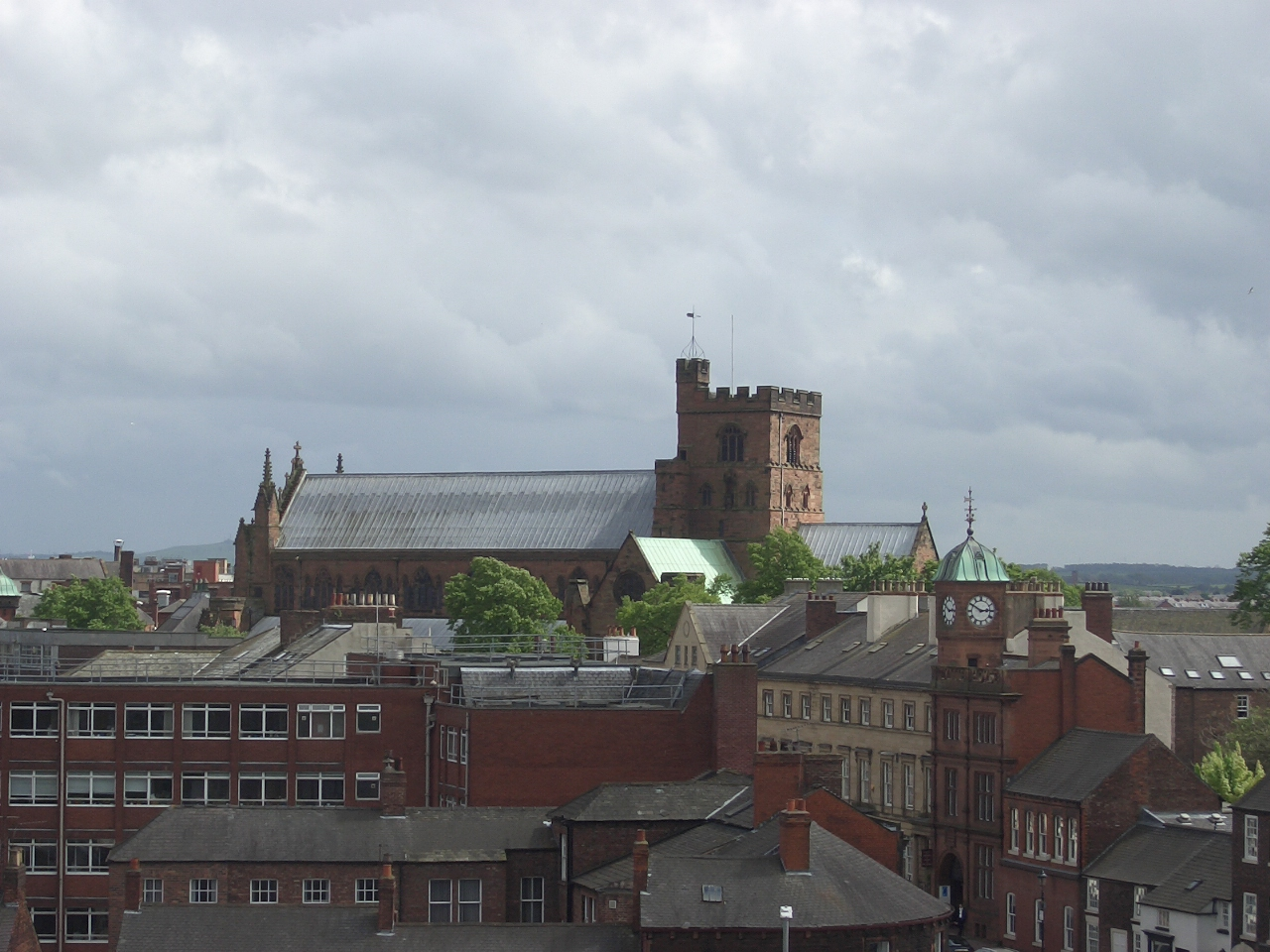